# Medicinska fakulteta v Beogradu
Medicinska fakulteta (izvirno Predloga:Lang-src), s sedežem v Beogradu, je fakulteta, ki je članica Univerze v Beogradu.